# Holy Intellect (singel)
Holy Intellect – drugi singel amerykańskiej grupy hip-hopowej Poor Righteous Teachers wydany w 1990 roku nakładem wytwórni Profile Records. Wydawnictwo zadebiutowało na 71. miejscu notowania Hot R&B/Hip-Hop Songs i 16. miejscu listy Hot Rap Tracks. Utwór został wyprodukowany przez Tony'ego D i znalazł się na albumie Holy Intellect.

## Lista utworów
Strona A
1. Holy Intellect (Tryandblendit Remix) - 4:32
2. Holy Intellect (Album Version) - 4:21
3. Holy Intellect (Tryandblendit Instrumental) - 4:20

Strona B
1. Self-Styled Wisdom - 3:47
2. Self-Styled Wisdom (Herewegoagain Instrumental) - 3:37

## Notowania
| Rok  | Utwór          | Hot R&B/Hip-Hop Songs | Hot Rap Tracks |
| ---- | -------------- | --------------------- | -------------- |
| 1990 | Holy Intellect | 71                    | 16             |